# Istituto Centrale per il Catalogo Unico
Istituto Centrale per il Catalogo Unico (cunoscut și ca Istituto centrale per il catalogo unico delle biblioteche italiane e per le informazioni bibliografiche, cu sensul de Institutul Central pentru Catalogul Unic al Bibliotecilor Italiene și pentru Informații Bibliografice) este o agenție guvernamentală italiană care a fost creată în 1975 pentru a înlocui Centro nazionale per il catalogo unico care a fost creat în 1951.
Institutul promovează și elaborează pentru întreg teritoriul național, programe, studii și inițiative științifice pe tema catalogării, inventarierii și digitalizării patrimoniului bibliografic și documentar păstrat în bibliotecile aparținând statului și altor organisme publice și private italiene. De asemenea, îndeplinește funcții de coordonare, în conformitate cu autonomiile locale, în contextul documentării, îmbunătățirii și răspândirii patrimoniului cultural deținut de biblioteci în vederea definirii unui sistem național de servicii.